# تپه سید میر حسین
تپه سید میر حسین مربوط به سدهٔ ۷ تا ۱۰ ه.ق است و در شهرستان تایباد، بخش باخرز، شهر باخرز، میدان امام خمینی، انتهای بلوار امام خمینی واقع شده و این اثر در تاریخ ۲۶ دی ۱۳۸۶ با شمارهٔ ثبت ۲۰۵۶۵ به‌عنوان یکی از آثار ملی ایران به ثبت رسیده است.